# Nová Ves v Horách
Nová Ves v Horách – miejscowość i gmina (obec) w Czechach, w kraju usteckim, w powiecie Most. W 2022 roku liczyła 482 mieszkańców.